# 井川邦子
井川 邦子（いがわ くにこ、1923年10月15日 - 2012年10月4日）は、日本の女優。一ツ橋家政女学校卒業。本名は野中 敏子（のなか としこ）。

## 来歴・人物
1940年、松竹に入り、同年、河野敏子の芸名で『絹代の初恋』で映画デビュー。戦後、井川邦子と改名し、木下惠介、小津安二郎など巨匠の作品に数多く出演。中でも『わが恋せし乙女』『結婚』『肖像』『カルメン故郷に帰る』など木下作品に次々と出演し、木下学校の優等生としてスターの道を歩んだ。1960年の『笛吹川』を最後に映画界を離れ、その後はテレビドラマに出演していたが、1977年に女優業を引退。引退後は神奈川県鎌倉市で喫茶店を経営し、悠々自適の生活を送っていた。
2012年10月4日死去。88歳没。

## 出演作品

### 映画

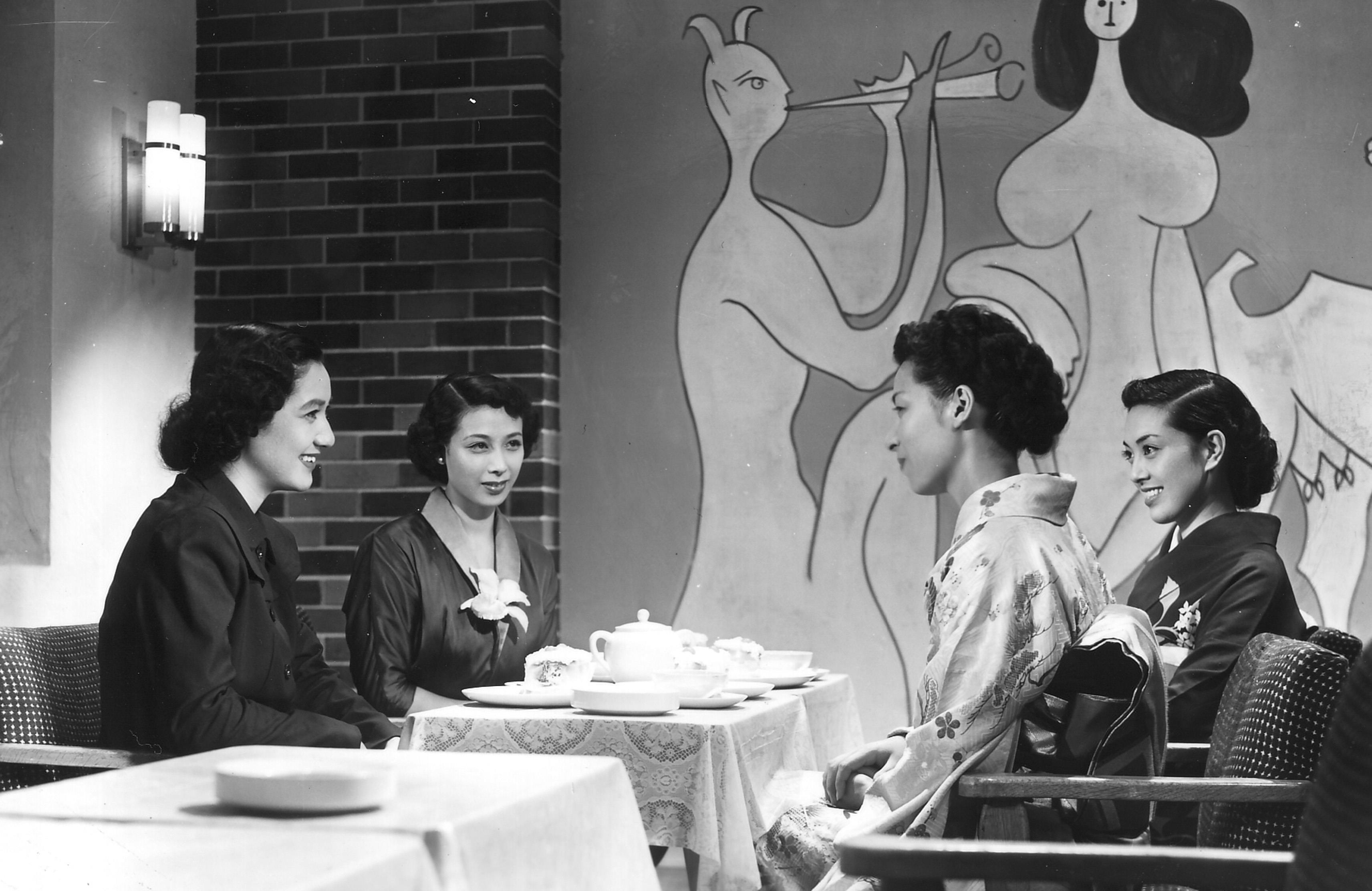
『麦秋』(1951年) 。左から原節子, 淡島千景, 志賀眞津子, 井川邦子。

- 絹代の初恋（1940年）
- 戸田家の兄妹（1941年）
- 歓呼の町（1944年）
- わが恋せし乙女（1946年）
- 結婚（1947年）
- 肖像（1948年）
- 執行猶予（1950年）
- 初恋問答（1950年）
- カルメン故郷に帰る（1951年）
- 麦秋（1951年）
- あの丘超えて（1951年）
- 二十四の瞳（1954年）
- 喜びも悲しみも幾歳月（1957年）
- 笛吹川（1960年）

### テレビドラマ
- ぼうふら紳士（1960年 - 1961年、CX）
- 松本清張シリーズ・黒の組曲 第26話「濁った陽」（1962年、NHK）
- 木下恵介劇場 記念樹 第42話「風の音」（1967年、TBS）
- すぐやる一家青春記（1977年、TBS）